# Stereolitografia

Animacja techniki SLA

Stereolitografia (SLA lub STL) – proces addytywnej produkcji elementów prototypowych w przemyśle (rapid prototyping). Metoda ta bazuje na procesie fotopolimeryzacji. Polega on na utwardzeniu materiału (składającego się z monomerów – związków chemicznych o małej masie cząsteczkowej) w postaci ciekłej bądź półciekłej. W obecności fotoinicjatora, który rozpada się pod wpływem światła UV lub widzialnego, zachodzi polimeryzacja – wytworzenia się cząstek o większej masie cząsteczkowej (polimer). W procesie stosowane są różnego rodzaju żywice o odmiennych właściwościach, dobierane zależnie od przeznaczenia.

## Proces wytwarzania
Płynna żywica znajduje się w zbiorniku urządzenia. Na początku procesu platforma znajduje się na samej górze, aby obniżać się w jego trakcie o grubość warstwy. Zadaniem zgarniacza jest naniesienie warstwy cieczy na obszar roboczy, wyrównanie jej i usunięcie pęcherzyków powietrza. Każda powłoka jest utwierdzana laserowo – skanowane są tylko obszary, które zawierają się w obszarze modelu dla danej warstwy. Na początku utwardzany jest jej kontur, jako druga powstaje ażurowa struktura wewnętrzna, która na samym końcu zostaje wypełniona. Światło lasera musi sięgać aż do poprzedniej powierzchni w celu zestalenia jej z obecną. Cykl ruchów zgarniacza i pracy wiązki lasera powtarza się aż do uzyskania żądanego obiektu. Na samym końcu stolik z obiektem wysuwany jest ze zbiornika.
Po wyjęciu ze zbiornika model musi zostać poddany wykończeniu. Składa się na nie usunięcie konstrukcji podpierających; wyczyszczenie modelu w acetonie albo izopropanolu, mające na celu pozbycie się powierzchniowo zalegających cząstek żywicy; a także całościowe naświetlanie światłem UV, aby zestalić przedmiot całościowo, czy też suszenie. Na sam koniec powierzchnia może zostać pomalowana, szlifowana, lakierowana lub poddana innym pracom.

## Właściwości wyrobów
Technika ta zapewnia wysoką precyzję (cechują się dużym odwzorowaniem dokładności modelu komputerowego – nawet do 0,01 mm) i powtarzalność przy dobrej jakości powierzchni oraz – w odróżnieniu od tańszej obróbki skrawaniem – możliwość utworzenia skomplikowanej struktury wewnętrznej elementu. Radzi sobie także z tworzeniem obiektów o cienkich ścianach lub o trudnej geometrii. Różnoraki wybór materiałów pozwala na wybudowanie przedmiotów przezroczystych – możliwe są dzięki temu np. analizy współpracy przekładni. Żywice przypominające właściwości polipropylenu mogą być z powodzeniem wykorzystywane do produkcji uszczelnień. Znaleźć można także odpowiedniki gumy, żywice o właściwościach elastooptycznych (pozwalających na badanie naprężeń oraz odkształceń), jak i również spełniające wymogi wyrobów ortodontycznych. Wadą jest kosztowność procesu (wysokie ceny urządzeń i substancji chemicznych), jego powolność, ograniczone wymiary uzyskiwanych części, czy brak możliwości doboru materiału, z którego wykonany zostanie element (uzyskany w tym procesie plastik ma zwykle niską wytrzymałość mechaniczną i może wymagać ręcznej obróbki końcowej w celu uzyskania gładkich form). Aby uzyskać obiekt o większej złożoności lub bardziej wyrafinowany stosuje się tzw. suporty (podstawy), które podtrzymują konstrukcje. Właściwe pozycjonowanie obiektu w przestrzeni roboczej i dobór podstaw redukuje koszty wytworzenia poprzez zmniejszenie środka, który uległ zestaleniu. Podstawy są na końcu usuwane.

Przedmioty wykonane techniką SLA
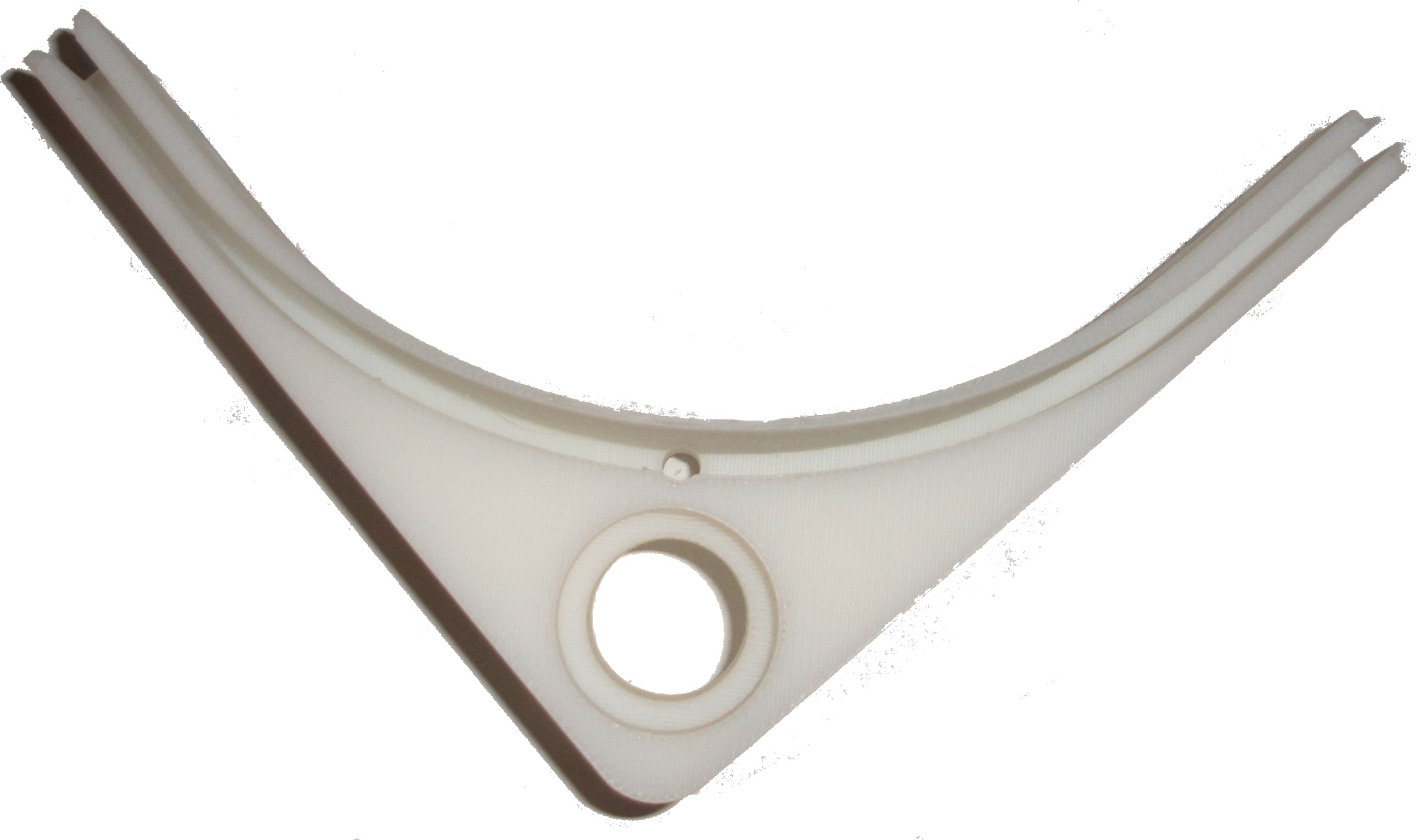
Element techniczny
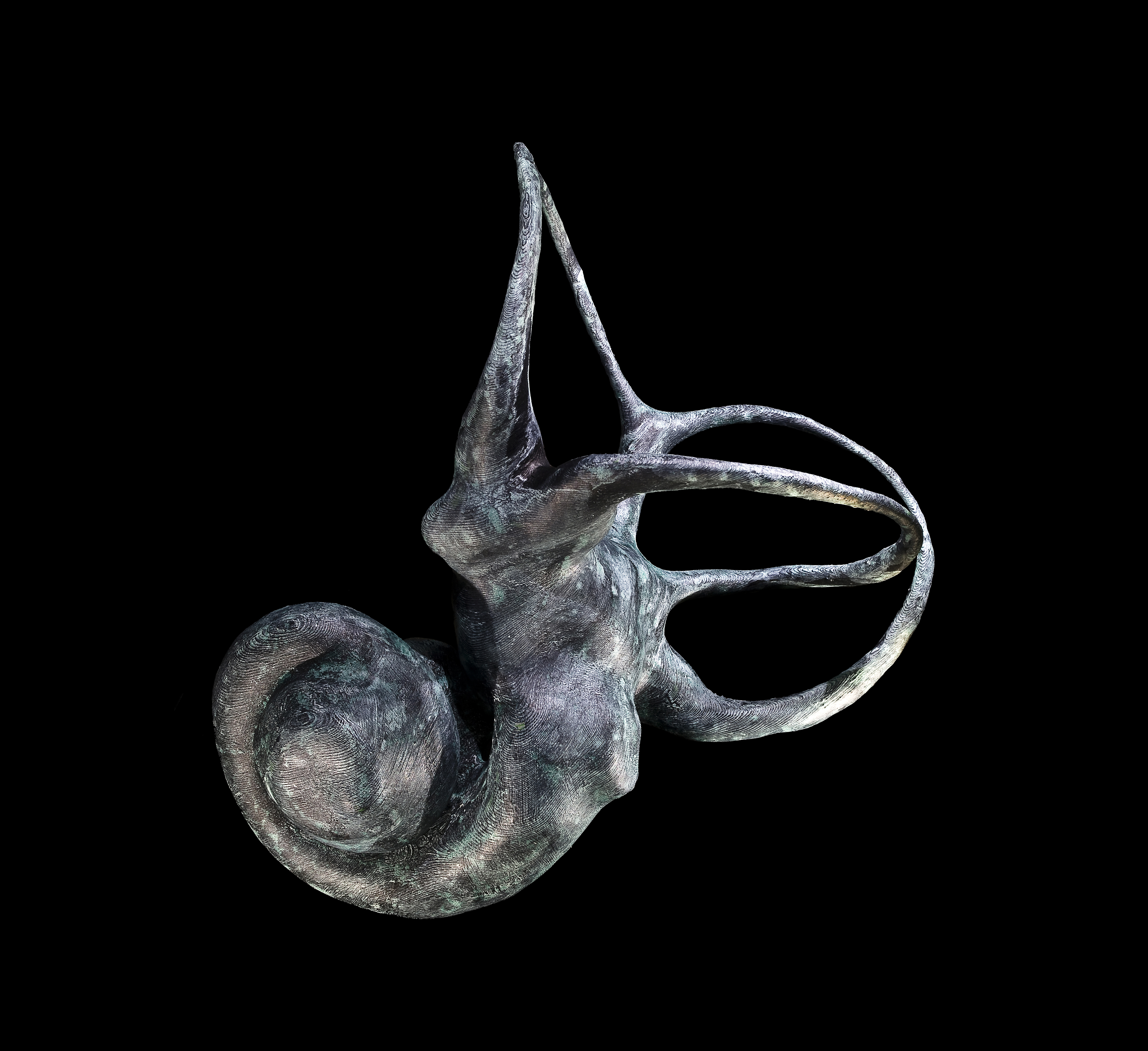
Model ucha wewnętrznego